# Mina Zerrouk
Yamina Zerrouk dite Mina Zerrouk, née en 1952 à Alger et morte en 2008 à Clichy, est une journaliste et une militante féministe algérienne.

## Biographie
Licenciée en sciences journalistiques et d’information à Alger, et détentrice d’un magistère en relations internationales, elle travaille de 1974 à 1989, pendant 15 ans, comme journaliste, spécialisée en politique et en économie, à la Chaîne 3 de la radio algérienne,,. Elle est également une militante  pour les droits des femmes et la liberté d'expression, et participe régulièrement à des conférences sur ces thèmes.
En 1991, elle crée un magazine féminin, Ounoutha [Féminité], où elle est directrice de publication. En 1994, elle revient à la radio comme coproductrice de l’émission féminine Paroles de femmes, puis, de 1995 à 1997, d'une émission économique, Ouverture. En 1995 toujours, elle crée l'association Femmes en communication (FEC), dont elle devient secrétaire générale. Le but est de faciliter l'entrée des femmes dans les médias et la communication, et de leur donner de la visibilité. Elle est une des membres de l’atelier Femme des médias pour une conférence sur le rôle et la place des médias dans la société mondiale de l’information. Elle initie des séminaires de formation pour encourager le développement de compétences techniques féminines, au sein des adhérentes de la FEC et d’associations partenaires. L’objectif est d'investir les nouveaux médias internet, avec un projet notamment de web Radio, et la recherche d'un espace d'expression indépendant de l’État,.
Elle meurt à Clichy en juillet 2008. Sa dépouille est rapatriée en Algérie et inhumée au cimetière Sidi M'hamed, à Bouzaréah.